# Damaged (canção)
"Damaged" é uma música produzida pela banda TLC. Foi escrita e produzida pelo membro, Tionne "T-Boz" Watkins, colaborador de longa data do grupo Dallas Austin. A música foi gravada para o quarto álbum de estúdio da banda, o 3D (2002) com letras expressando sentimentos de liberdade, mágoa e dor.
A música foi lançada como o terceiro single do álbum em 7 de março de 2003 e o segundo single internacional do álbum em 16 de junho de 2003. Embora não tenha tido sucesso comercial, como o single "Girl Talk", a música chegou ao número 21 no New Zealand Singles Chart e, nos Estados Unidos, alcançou o top vinte da Billboard Pop Songs. Na Billboard Hot 100, "Damaged" chegou ao número 53.

## Recepção crítica
David Browne, da Entertainment Weekly, classificou a faixa de "uma música genuinamente edificante sobre estar emocionalmente estragada, beneficiando-se tremendamente do uso de instrumentos ao vivo, em vez de amostras". Sal Cinquemani, da revista Slant, chamou a faixa de "comovente".

## Videoclipe
No videoclipe da música, dirigido por Joseph Kahn, uma jovem (interpretada pela atriz Justina Machado) trabalha em dois empregos para sustentar sua família. Um dia ela chega em casa e encontra o namorado na cama com outra garota. Depois de confrontá-lo, ele bate nela. Ela então se encontra presa em um relacionamento abusivo, bem como tentando cuidar de seu filho. Ela se vê dividida e insegura sobre o que fazer, acabando literalmente caindo aos pedaços no final do vídeo enquanto se desintegra em centenas de pequenas peças de quebra-cabeças. O vídeo mostra outras mulheres "danificadas" caindo aos pedaços. A mulher principal é mostrada para ser colocada de volta junto por sua filha, e está feliz agora.

## Faixas
12" single dos EUA
1. "Damaged" (Radio Mix) – 3:51
2. "Damaged" (Instrumental) – 3:51

CD single europeu
1. "Damaged" (Edição de rádio) – 3:51
2. "Hands Up" (So So Def Remix) (participação de Clipse) – 4:15

CD single europeu melhorado
1. "Damaged" (Radio Mix) – 3:51
2. "Hands Up" (Richard X Extended Remix) – 4:37
3. "Hands Up" (Richard X Radio Remix) – 3:50
4. "Hands Up" (So So Def Remix) (participação de Clipse) - 4:27
5. "Hands Up" (vídeo) – 4:01

## Paradas
| Chart (2003)                                 | Maior posição |
| -------------------------------------------- | ------------- |
| Estados Unidos (Billboard Hot 100)           | 53            |
| Estados Unidos (Billboard Mainstream Top 40) | 19            |
| Estados Unidos (Billboard Rhythmic)          | 34            |
| Nova Zelândia (Recorded Music NZ)            | 21            |